# Ravna Gora
Ravna Gora (em sérvio:  Равна Гора) é um planalto no centro da Sérvia, na montanha de Suvobor. É conhecido como o berço do moderno Movimento Chetnik sob a liderança de Dragoljub Mihailović em 1941.
Ravna Gora foi o local de uma celebração que marcou o 50º aniversário do Dia da Vitória na Europa em 1995. Entre outros, a celebração contou com a presença do Major Richard Felman da Força Aérea dos Estados Unidos, um dos mais de 400 aviadores norte-americanos resgatados pelos Chetniks durante a Segunda Guerra Mundial. De acordo com estatísticas compiladas pela Unidade de Resgate de Tripulação Aérea da Força Aérea dos EUA, entre 1º de janeiro e 15 de outubro de 1944, um total de 1.152 aviadores americanos foram transportados por via aérea da Iugoslávia, 795 com a ajuda dos guerrilheiros iugoslavos e 356 com a ajuda dos chetniks sérvios.

## Galeria

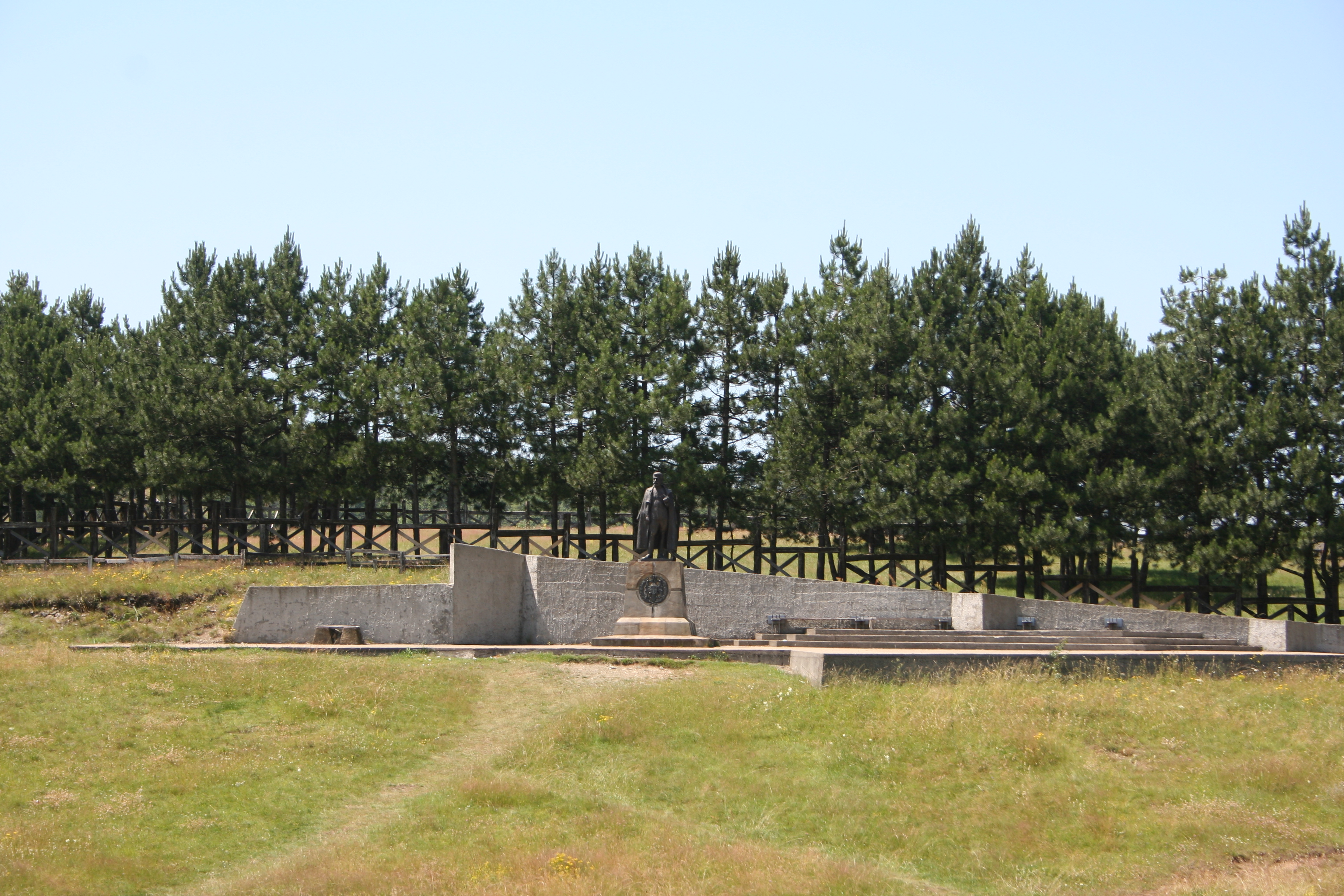
Complexo Memorial de Ravna Gora; Vista da Estátua de Draža Mihailović
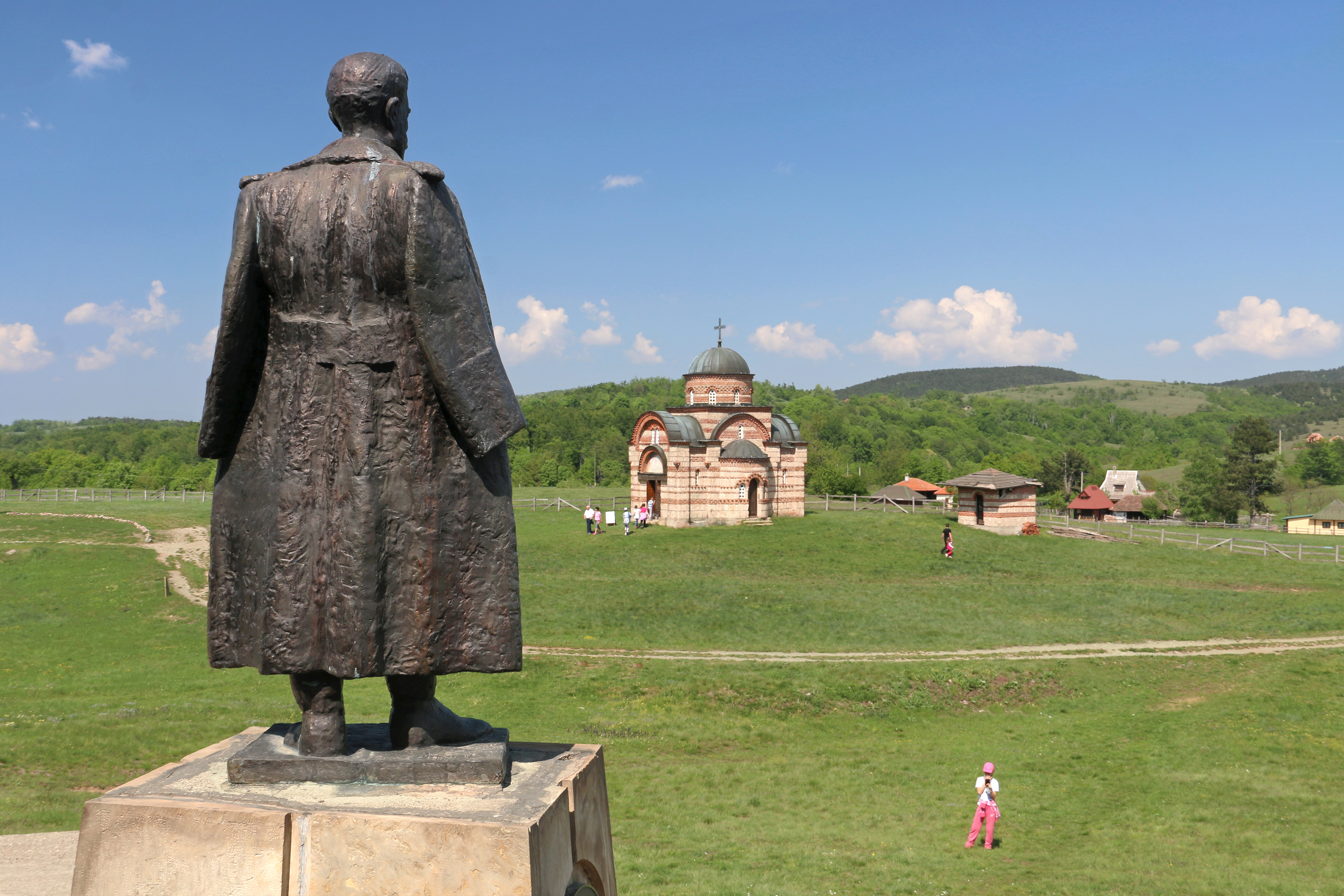
Ravna Gora, Monumento a Draža Mihailović e Igreja de São Jorge